# Kachua (Bagerhat)
Kachua (en bengali : কচুয়া) est une upazila du Bangladesh dans le district de Bagerhat. En 2010, on y dénombrait 97 011 habitants.